# Nil est dictu facilius
La locuzione latina Nihil est dictu facilius, tradotta alla lettera, significa nulla è più facile della parola (Terenzio, Phormio v. 300).
Questa frase è pronunciata dal servo Geta rivolgendosi a Demifone, padre di Antifonte.

Molto simile il concetto espresso dal nostro Proverbio italiano: più facile a dirsi che a farsi, anche se Terenzio intende rimarcare che parlare è certamente più facile che agire.